# Nouveau Riche
Nouveau Riche är en svensk syntpopduo bildad 2005 av Ulrich Bermsjö och Dominika Peczynski (från Army of Lovers). I slutet av 2006 hoppade Peczynski av och ersattes av Camilla Brinck.
Debutalbumet Pink Trash släpptes 2007. Bandet har spelat in musikvideor till singlarna "Oh Lord", "Angels" och "Stay". 

## Diskografi

### Studioalbum
- Pink Trash (2007)

### Singlar
- "Oh Lord" (2005) – SVE #6[3]
- "Hardcore Life" (2006) – SVE #7[3]
- "Angels" (2007)
- "Stay" (2007)
- "In Private" (2008)